# Nectiopoda
Nectiopoda  (лат.) — отряд ракообразных, относящийся к классу Remipedia встречаются на островах Карибского моря, Канарских островах и Западной Австралии.

## Описание
К этому отряду относятся небольшие ракообразные с удлиненным телом, похожие на многощетинковых червей. На голове имеется четырёхугольный щиток с одной поперечной бороздой по середине. Глаза отсутствуют. На каждом сегменте туловища имеется пара придатков. По способу размножения являются гермафродитами. Гонопор женских репродуктивных органов находится на 7-м сегменте туловища, а мужских на 14-м.

## Биология
Обитают в глубоких прибрежных пещерах с солоноватой водой. По способу питания являются падальщиками и хищниками. Спинная сторона при плавании может быть обращена вниз.

## Классификация
После пересмотра систематики отряда в 2013 году в него включают 7 семейств (из них 3 — новые):
- Семейство Cryptocorynetidae Hoenemann, Neiber, Schram & Koenemann in Hoenemann, Neiber, Humphreys, Iliffe, Li, Schram & Koenemann, 2013 (выделено из семейства Speleonectidae)
  - Род Angirasu Hoenemann, Neiber, Schram & Koenemann in Hoenemann, Neiber, Humphreys, Iliffe, Li, Schram & Koenemann, 2013 (выделен из рода Speleonectes)
    - Angirasu benjamini Yager, 1987
    - Angirasu parabenjamini Koenemann, Iliffe & van der Ham, 2003

  - Род Cryptocorynetes Yager, 1987
    - Cryptocorynetes elmorei Hazerli, Koenemann & Iliffe, 2009
    - Cryptocorynectes haptodiscus Yager, 1987
    - Cryptocorynetes longulus Wollermann, Koenemann & Iliffe, 2007

  - Род Kaloketos Koenemann, Iliffe & Yager, 2004 (монотип)
    - Kaloketos pilosus Koenemann, Iliffe & Yager, 2004
- Семейство Godzilliidae Schram, Yager & Emerson, 1986
  - Род Godzillus Schram, Yager & Emerson, 1986
    - Godzillius fuchsi Gonzalez, Singpiel & Schlagner, 2013
    - Godzillus robustus Schram, Yager & Emerson, 1986

  - Род Godzilliognomus
    - Godzilliognomus frondosus Yager, 1989
    - Godzilliognomus schrami Iliffe, Otten & Koenemann, 2010
- Семейство Kumongidae Hoenemann, Neiber, Schram & Koenemann in Hoenemann, Neiber, Humphreys, Iliffe, Li, Schram & Koenemann, 2013 (монотип)
  - Kumonga Hoenemann, Neiber, Schram & Koenemann in Hoenemann, Neiber, Humphreys, Iliffe, Li, Schram & Koenemann, 2013 (монотип)
    - Kumonga exleyi Yager & Humphreys, 1996 (ранее как Lasionectes exleyi)
- Семейство Micropacteridae Iliffe & van der Ham, 2007 (монотип)
  - Род Micropacter (монотип)
    - Micropacter yagerae Koenemann, Iliffe, van der Ham, 2007
- Семейство Morlockiidae García-Valdecasas, 1984 (монотип)
  - Род Morlockia García-Valdecasas, 1984 
    - Morlockia atlantida Koenemann, Bloechl, Martinez, Iliffe, Hoenemann & Oromí, 2009 (первоначально включён в род Speleonectes)
    - Morlockia emersoni Lorentzen, Koenemann, Iliffe, 2007 (первоначально включён в род Speleonectes)
    - Morlockia ondinae García-Valdecasas, 1984 (первоначально включён в род Speleonectes)
    - Morlockia williamsi Hartke, Koenemann & Yager, 2011 (первоначально включён в род Speleonectes)
- Семейство Pleomothridae Hoenemann, Neiber, Schram & Koenemann in Hoenemann, Neiber, Humphreys, Iliffe, Li, Schram & Koenemann, 2013 (монотип, выделено из семейства Godzilliidae)
  - Род Pleomothra
    - Pleomothra aplectocheles Yager, 1989
    - Pleomothra fragilis Koenemann, Ziegler & Iliffe, 2008
- Семейство Speleonectidae Yager, 1981
  - Род Lasionectes Yager & Schram, 1986
    - Lasionectes entrichoma Yager & Schram, 1986

  - Род Speleonectes Yager, 1981 
    - Speleonectes cokei Yager, 2013
    - Speleonectes epilimnius Yager & Carpenter, 1999
    - Speleonectes gironensis Yager, 1994
    - Speleonectes kakuki Daenekas, Iliffe, Yager & Koenemann, 2009
    - Speleonectes lucayensis Yager, 1981
    - Speleonectes minnsi Koenemann, Iliffe & van der Ham, 2003
    - Speleonectes tanumekes Koenemann, Iliffe & van der Ham, 2003

Также из рода Speleonectes был выделен род Xibalbanus Hoenemann, Neiber, Schram & Koenemann in Hoenemann, Neiber, Humphreys, Iliffe, Li, Schram & Koenemann, 2013 с неопределённым систематическим положением
- Xibalbanus fuchscockburni Neiber, Hansen, Iliffe, Gonzalez & Koenemann, 2012
- Xibalbanus tulumensis Yager, 1987